# Rajd San Martino di Castrozza 1973
Rajd San Martino di Castrozza 1973 (10. Rally San Martino di Castrozza) – 10 edycja rajdu samochodowego Rajd San Martino di Castrozza rozgrywanego we Włoszech. Rozgrywany był od 30 sierpnia do 1 września 1973 roku. Była to siedemnasta runda Rajdowych Mistrzostw Europy w roku 1973.

## Klasyfikacja rajdu
| Miejsce                      | Kierowca                     | Pilot                        | Samochód                     | Czas                         | Strata                       |                              |
| Klasyfikacja generalna i ERC | Klasyfikacja generalna i ERC | Klasyfikacja generalna i ERC | Klasyfikacja generalna i ERC | Klasyfikacja generalna i ERC | Klasyfikacja generalna i ERC | Klasyfikacja generalna i ERC |
| ---------------------------- | ---------------------------- | ---------------------------- | ---------------------------- | ---------------------------- | ---------------------------- | ---------------------------- |
| 1.                           | Sandro Munari                | Mario Mannucci               | Lancia Fulvia 1.6 Coupé HF   | 4:31:53                      | 0.0                          |                              |
| 2.                           | Raffaele Pinto               | Arnaldo Bernacchini          | Fiat 124 Abarth Rallye       | 4:33:11                      | +1:18                        |                              |
| 3.                           | Alcide Paganelli             | Ninni Russo                  | Fiat 124 Abarth Rallye       | 4:36:19                      | +4:26                        |                              |
| 4.                           | Mauro Pregliasco             | Angelo Garzoglio             | Lancia Fulvia 1.6 Coupé HF   | 4:36:45                      | +4:52                        |                              |
| 5.                           | Maurizio Verini              | Angelo Torriani              | Fiat 124 Abarth Rallye       | 4:36:59                      | +5:06                        |                              |
| 6.                           | Antonio Zanussi              | Polese                       | Porsche 911 S                | 4:45:40                      | +13:47                       |                              |
| 7.                           | Pilota Il                    | Maria De Dominicis           | Fiat 124 Abarth Rallye       | 4:46:13                      | +14:20                       |                              |
| 8.                           | Sergio Barbasio              | Gino Macaluso                | Fiat 124 Abarth Rallye       | 4:48:09                      | +16:16                       |                              |
| 9.                           | Franz Wittmann sen.          | Hans Siebert                 | Volkswagen Käfer 1302 S      | 4:48:44                      | +16:51                       |                              |
| 10.                          | Donatella Tominz             | Gabriella Mamolo             | Fiat 124 Abarth Spider       | 4:50:04                      | +18:11                       |                              |